# Pizza al tegamino
La pizza al tegamino (o pizza al padellino) è una specialità culinaria tipica di Torino. Questo tipo di pizza si contraddistingue per la doppia lievitazione dell'impasto e per la cottura al forno all'interno d'una piccola padella o d'un piccolo tegame (ossia una bassa teglia circolare in alluminio oppure in ferro e priva di manici) reso antiaderente mediante un velo d'olio d'oliva.
Nonostante alcuni dibattiti in merito al nome più corretto per designare questa pietanza, i qualificativi al tegamino o al padellino sono parimenti impiegati sia nelle insegne e nei menù delle pizzerie torinesi, sia nel linguaggio comune, sebbene l'uso del termine al tegamino sembri prevalere presso i cittadini del capoluogo piemontese. La tradizionale pizza napoletana, cotta in forno senza l'uso del tegamino, viene invece localmente denominata pizza al mattone.

## Storia
Le origini della pizza al tegamino sono incerte e non ne è noto l'inventore. Una tradizione la vuole figlia d'un pizzaiolo torinese desideroso d'accelerare i tempi di produzione. Secondo altre tradizioni, invece, sarebbe stata inventata in città da fornai provenienti dalla Toscana che producevano originariamente farinate, focacce e castagnacci, oppure ancora da rosticcieri provenienti dalla Liguria. È possibile che impiegando i tegamini già usati per le altre preparazioni, i fornai abbiano iniziato a produrre anche delle pizze: la lunga lievitazione dell'impasto e la sua collocazione in un tegame metallico consentono difatti di adattare i tempi di cottura della pizza alle altissime temperature richieste dalla farinata. A testimonianza di questo legame farinata-pizza vi è anche la consolidata abitudine – che tuttora sussiste – di far precedere la pizza al tegamino da una porzione di farinata di ceci, preparazione tipica della cucina toscana, ma in verità anche ligure e basso-piemontese. È comunque opinione concorde che la pizza al tegamino sia nata dal tentativo di velocizzare la produzione della pizza per servire più rapidamente i clienti: l'impasto viene infatti steso nei tegamini e parzialmente condito molto prima della cottura; le fasi di completamento del preparato e del passaggio in forno risultano quindi particolarmente veloci.
L'apertura dei più antichi locali di vendita di pizze al tegamino risale agli anni trenta del XX secolo; in breve alcuni dei forni iniziarono a dotarsi di qualche tavolo e pochi posti a sedere. A partire dai successivi anni cinquanta si ha la certezza che il prodotto fosse regolarmente in commercio ed apprezzato. Fino agli anni settanta del Novecento la pizza al tegamino era pressoché l'unico tipo di pizza servito sotto la Mole. In seguito, anche per via della massiccia immigrazione dal sud Italia, l'apertura di numerose pizzerie classiche portò ad un cambiamento nelle abitudini degli acquirenti, tanto che agli inizi del nuovo millennio la pizza al tegamino poteva dirsi essere divenuta una specialità di nicchia. Nel corso degli anni dieci del XXI secolo però, grazie anche alla generale riscoperta dei prodotti gastronomici locali e tipici, la pizza al tegamino ha conosciuto un vero e proprio risorgimento, con l'apertura di nuovi locali specializzati e con l'ampliamento di molte delle pizzerie storiche. Articoli di giornale e trasmissioni televisive hanno completato l'opera di riscoperta e divulgazione di questa particolare pizza della tradizione torinese.

## Preparazione e caratteristiche

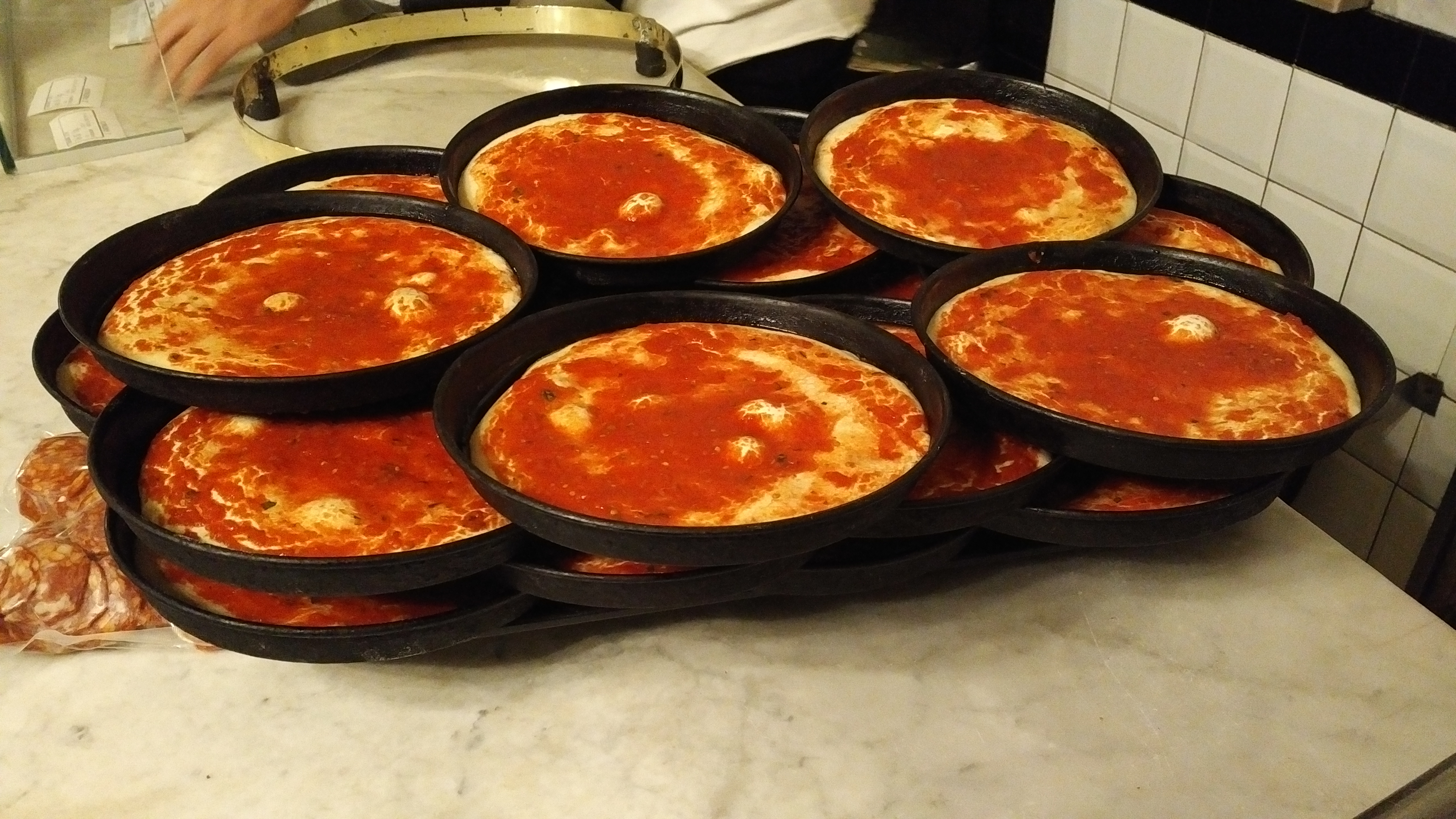
Pizze al tegamino parzialmente condite con salsa di pomodoro, nella fase di riposo o di seconda lievitatura.

L'impasto della pizza è steso nel tegamino monoporzione (solitamente avente un diametro compreso tra 20 e 25 cm), parzialmente condito con pomodoro, e quindi lasciato riposare fino al momento della cottura. Durante questa fase di riposo, che può durare anche fino a 24 ore, l'impasto si giova di una seconda lievitazione che rende il prodotto particolarmente soffice. Il condimento viene completato poco prima della cottura, con l'aggiunta di mozzarella, origano ed eventuali altri ingredienti. La cottura al forno (tipicamente a legna, ma anche elettrico) produce sulla pasta a contatto col tegamino oliato un parziale effetto localizzato di frittura che rende questo tipo di pizza morbido e friabile al tempo stesso, unendo la sofficità e lo spessore della focaccia alla croccantezza della pizza al mattone. 
Le tre varianti tradizionali storiche, da sempre disponibili anche nelle pizzerie che offrivano il minor numero di varietà, sono: alla marinara, "senza" (cioè senza acciughe, vale a dire margherita), e "con" (cioè con le acciughe), tutte e tre guarnite con una spolverata d'origano. Storicamente molto diffusa anche la consuetudine d'offrire una versione rinforzata (ossia con una maggior quantità di mozzarella, in cambio d'un modico sovrapprezzo), declinata nelle due varianti rinforzata senza e rinforzata con.

## Diffusione
La pizza al tegamino è prodotta principalmente a Torino e, in misura minore, in altre località del Piemonte e dell'Italia settentrionale. È generalmente poco conosciuta al di fuori della regione subalpina. 
In Campania esiste una pizza tipica locale che ha alcuni punti di contatto con la pizza al tegamino, la pizza nel ruoto.
In Argentina viene preparata una pizza simile, denominata pizza al molde.